# Astroblepus ubidiai
Astroblepus ubidiai е вид лъчеперка от семейство Astroblepidae. Видът е критично застрашен от изчезване.

## Разпространение
Разпространен е в Еквадор.

## Описание
На дължина достигат до 11 cm.